# Okamejei meerdervoortii
Okamejei meerdervoortii és una espècie de peix de la família dels raids i de l'ordre dels raïformes.
Poden assolir fins a 37 cm de longitud total. És ovípar i les femelles ponen càpsules d'ous, les quals presenten com unes banyes a la closca. És un peix marí, de clima tropical i demersal que viu entre 70–90 m de fondària. Es troba a la Xina, el Japó, Corea, les Filipines i Taiwan.
És inofensiu per als humans.